# سيلفي هينروتين ويلارد
سيلفي هينروتين ويلارد (بالفرنسية: Sylvie Willard)‏ هي لاعبة الجسر ‏ فرنسية، ولدت في 7 سبتمبر 1952 في Trébeurden ‏ في فرنسا.